# 坪井正道
坪井 正道（つぼい まさみち、1925年11月10日 - 2020年7月16日）は、日本の化学者。専門は物理化学。学位は、理学博士（1953年）。東京大学名誉教授。

## 人物
東京府（現・東京都）出身。1947年東京帝国大学理学部化学科卒業。1953年理学博士の学位を取得。1954年8月より2年間アメリカ合衆国ミシガン大学に出張。1958年日本化学会進歩賞を受賞。1959年7月東京大学理学部助教授。1961年4月東京大学薬学部教授。1967年12月「核酸の構造化学的研究」で松永賞を受賞。1976年4月日本化学会賞を受賞。1986年3月定年退官。同年4月明星大学教授。1987年いわき明星大学教授。同年6月「核酸の分子構造とその多形性に関する研究」で日本学士院賞を受賞。1996年4月勲三等旭日中綬章を受章。

## 家族・親族
坪井正道は坪井誠太郎・百合夫妻の長男として生まれた。父・誠太郎は地質学者・鉱物学者・岩石学者で、母・百合は天文学者・平山信の長女である。したがって人類学者の坪井正五郎は父方の祖父、蘭方医の坪井信良と蘭学者の箕作秋坪は父方の曾祖父、蘭方医の坪井信道と蘭学者の箕作阮甫は父方の高祖父にあたる。父方の叔父に地球物理学者の坪井忠二、母方の伯父に建築家の平山嵩がおり、数学者の正田建次郎と元東洋製作所社長の佐竹義利は義理の叔父、経済法学者の正田彬と天文学者の平山淳は母方の従弟にあたる。
妻は法学者・中川善之助の次女。間に3男がいる。